# Израза
Израза — ликийский правитель или военачальник V века до н. э.
Из эпиграфических источников известно, что Израза участвовал в войне на стороне какого-то ликийского династа и одержал несколько побед. Израза считается автором погребального монумента в Тлосе, датированного последней четвертью V века до н. э., в котором именуется «правителем ликийцев», властвовавшим над несколькими городами, в том числе над Ксанфом. По замечанию А. Олмстеда, пирамида была возведена военачальником Изразой в связи с разгромом в 430 году до н. э. афинского стратега Мелесандра и в 428 году до н. э. Лисикла в Карии. На её основании Израза изображён сражающимся в конном бою, а на другом барельефе — в пешем. Как отметил Д. А. Баранов, возможно, Израза был ставленником Арбины (лик. Эррбина) или его соправителем.